# Прекъсване на предаванията в южната телевизия
Прекъсване на предаванията в южната телевизия е инцидент, свързван с прекъсване на телевизионния сигнал от неизвестен източник.

## История
На 26 ноември 1977 г. в 17 и 30 часа във Великобритания сигналът на Южната телевизия в страната е прекъснат (заглушен) за известно време от неизвестен източник. Говорителят от 6-минутния запис е неустановен. Нарича себе си Врилон и казва, че е същество от друга планета. Изнася няколкоминутна реч, в която изказва безпокойство за бъдещето развитие на Земята. Заявява, че неговата раса е миролюбиво настроена към земляните и политиката на развитите страни и че начинът, по който се отнасят към Земята, могат да доведат до унищожаване на човечеството и, още по-страшно, също на други видове на планетата.

## Автентичност
Много хора смятат това съобщение за инсценировка и лъжа. Хората на противоположното мнение подчертават, че източникът на сигнала не е установен.

## Видеозапис
- Линк към видеото